# Louis Guttman
Louis (Eliyahu) Guttman (en hébreu : לואי גוטמן), né le 10 février 1916 à New York et mort le 25 octobre 1987 à Minneapolis est un chercheur et professeur d'évaluation sociale et psychologique de l'université hébraïque de Jérusalem israélien d'origine américaine. Il est directeur scientifique de l'Institut de recherche sociale appliquée, qui prend le nom d'Institut Guttman.

## Enfance et études
Louis Guttman obtient une licence de sciences en 1936 et un master de sciences en 1939, à l'université du Minnesota. Il soutient une thèse de doctorat en mesures sociale et psychologique en 1942. De 1941 à 1947, Louis Guttman enseigne la sociologie à l'université Cornell. Durant la Seconde guerre mondiale, il est consultant dans le service de recherche de l'armée américaine, ses recherches sur les attitudes sont publiées dans le 4e volume de The American Soldier. Il émigre en Palestine en 1947 et enseigne à l'université hébraïque de Jérusalem et à l'Institut Guttman.

## Recherches et publications
Louis Guttman s'intéresse à la théorie et la pratique de l'analyse d'échelle et de facteur, l'échelonnement multidimensionnel et la théorie des facettes. Son travail en analyse d'échelle est à l'origine de l'échelle cumulative connue comme « échelle de Guttman ».
Il publie des ouvrages et des articles, toujours cités dans la littérature scientifique comme pertinents et importants pour les avancées actuelles en statistiques et mathématiques, notamment concernant l'analyse d'échelle, la théorie des facettes et ses traitements mathématiques et philosophiques de l'analyse de facteur. Plusieurs de ses travaux en algèbre matricielle sont discutés dans des articles d'Hubert, Meulman et Heiser et de Takane and Yanai. Ses contributions de Guttman sont incluses dans des solutions informatiques, notamment Smallest Space Analysis (SSA) et Partial Order Scalogram Analysis (POSAC).

## Distinctions et récompenses
- Membre de l'Académie israélienne des sciences et lettres
- Membre honoraire étranger de l'American Academy of Arts and Sciences
- Président de la Psychometric Society (en)
- 1962 : prix Rothschild en sciences
- 1974 : Outstanding Achievement Award de l'université du Minnesota
- 1978 : prix Israël en sciences sociales[3]
- 1984 : Educational Testing Service Measurement Award de l'université de Princeton

En 1971, la revue Science inclut Guttman dans une liste des soixante-deux plus importants contributeurs à la recherche scientifique en sciences sociales depuis le début du XXe siècle.[réf. souhaitée]